# Mittelhausbergen
 Mittelhausbergen (en alsacià Míttelhüsbarje) és un municipi francès, situat a la regió del Gran Est, al departament del Baix Rin. L'any 2004 tenia 1.738 habitants.
Forma part del cantó de Hœnheim, del districte d'Estrasburg i de la Strasbourg Eurométropole.

## Demografia
| 1962 | 1968 | 1975 | 1982  | 1990  | 1999  |
| ---- | ---- | ---- | ----- | ----- | ----- |
| 469  | 504  | 852  | 1.162 | 1.425 | 1.680 |

## Administració

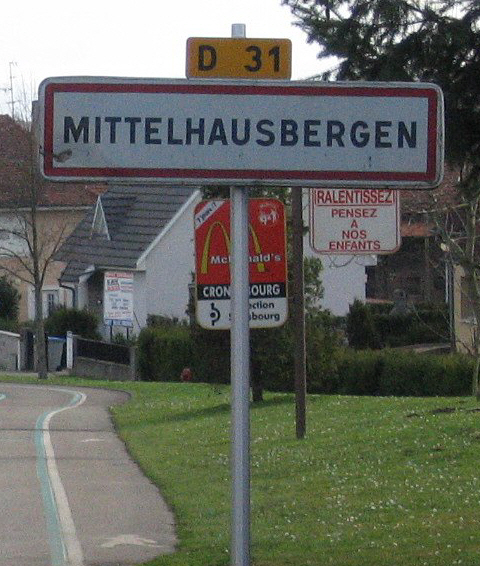
Senyal a l'entrada del poble

| Període | Identitat     | Partit |
| ------- | ------------- | ------ |
| 2001-   | Bernard Egles |        |